# Маунт-Пірл
Маунт-Пірл (англ. Mount Pearl) — місто в Канаді, у провінції Ньюфаундленд і Лабрадор.

## Населення
За даними перепису 2016 року, місто нараховувало 22957 осіб, показавши скорочення на 5,5%, порівняно з 2011-м роком. Середня густина населення становила 1 456,8 осіб/км².
З офіційних мов обидвома одночасно володіли 1 375 жителів, тільки англійською — 21 510, а 20 — жодною з них. Усього 245 осіб вважали рідною мовою не одну з офіційних, з них 5 — одну з корінних мов.
Працездатне населення становило 64,8% усього населення, рівень безробіття — 7,7% (9% серед чоловіків та 6,3% серед жінок). 93,6% осіб були найманими працівниками, а 4,9% — самозайнятими.
Середній дохід на особу становив $48 317 (медіана $38 274), при цьому для чоловіків — $59 949, а для жінок $37 795 (медіани — $45 677 та $31 731 відповідно).
29,5% мешканців мали закінчену шкільну освіту, не мали закінченої шкільної освіти — 13,6%, 56,9% мали післяшкільну освіту, з яких 29,4% мали диплом бакалавра, або вищий, 65 осіб мали вчений ступінь.
| Статево-вікова структура населення | Статево-вікова структура населення | Статево-вікова структура населення | Статево-вікова структура населення | Статево-вікова структура населення |
| ---------------------------------- | ---------------------------------- | ---------------------------------- | ---------------------------------- | ---------------------------------- |
|                                    |                                    |                                    |                                    |                                    |
| Всього                             | Всього                             | 47,7%52,3%                         |                                    |                                    |
| 0 — 14 років                       | 0 — 14 років                       |                                    | 12,9%                              | 12,9%                              |
| 15 — 64 років                      | 15 — 64 років                      |                                    | 70,4%                              | 70,4%                              |
| 65 і більше                        | 65 і більше                        |                                    | 16,8%                              | 16,8%                              |
| 85 і більше                        | 85 і більше                        |                                    | 1,5%                               | 1,5%                               |
| 100 і більше                       | 100 і більше                       |                                    | 0%                                 | 0%                                 |
| Середній вік (років)               | Середній вік (років)               | 41,843,7                           | 42,7                               | 42,7                               |
| Медіана (років)                    | Медіана (років)                    | 43,345,7                           | 44,5                               | 44,5                               |
| — чоловіки — жінки                 |                                    |                                    |                                    |                                    |

| Походження мешканців:     | Походження мешканців:     | Походження мешканців: | Походження мешканців: | Походження мешканців: |
| ------------------------- | ------------------------- | --------------------- | --------------------- | --------------------- |
| Походження                |                           |                       | осіб                  | %                     |
| Корінні американці        | Корінні американці        |                       | 1 265                 | 5.56%                 |
| Інше північноамериканське | Інше північноамериканське |                       | 12 040                | 52.91%                |
| Європейське               | Європейське               |                       | 13 460                | 59.15%                |
| британське                | британське                |                       | 12 990                | 57.09%                |
| французьке                | французьке                |                       | 995                   | 4.37%                 |
| українське                | українське                |                       | 45                    | 0.2%                  |
| Латинськоамериканське     | Латинськоамериканське     |                       | 65                    | 0.29%                 |
| Карибське                 | Карибське                 |                       | 80                    | 0.35%                 |
| Африканське               | Африканське               |                       | 110                   | 0.48%                 |
| Азійське                  | Азійське                  |                       | 360                   | 1.58%                 |
| Океанійське               | Океанійське               |                       | 15                    | 0.07%                 |

| Зайнятість населення за галузями (за класифікацією NOC): | Зайнятість населення за галузями (за класифікацією NOC): | Зайнятість населення за галузями (за класифікацією NOC): | Зайнятість населення за галузями (за класифікацією NOC): | Зайнятість населення за галузями (за класифікацією NOC): |
| -------------------------------------------------------- | -------------------------------------------------------- | -------------------------------------------------------- | -------------------------------------------------------- | -------------------------------------------------------- |
|                                                          |                                                          |                                                          |                                                          |                                                          |
| Управління                                               | Управління                                               |                                                          | 9,9%                                                     | 9,9%                                                     |
| Бізнес, фінанси та адміністрування                       | Бізнес, фінанси та адміністрування                       |                                                          | 18,8%                                                    | 18,8%                                                    |
| Природничі та прикладні науки                            | Природничі та прикладні науки                            |                                                          | 7,3%                                                     | 7,3%                                                     |
| Охорона здоров'я                                         | Охорона здоров'я                                         |                                                          | 7,1%                                                     | 7,1%                                                     |
| Освіта, правозахист, муніципальні та урядові служби      | Освіта, правозахист, муніципальні та урядові служби      |                                                          | 11,1%                                                    | 11,1%                                                    |
| Мистецтво, культура, відпочинок та спорт                 | Мистецтво, культура, відпочинок та спорт                 |                                                          | 2,1%                                                     | 2,1%                                                     |
| Роздрібна торгівля та послуги                            | Роздрібна торгівля та послуги                            |                                                          | 25,5%                                                    | 25,5%                                                    |
| Гуртова торгівля, транспорт та обладнання                | Гуртова торгівля, транспорт та обладнання                |                                                          | 15%                                                      | 15%                                                      |
| Природні ресурси, сільське господарство                  | Природні ресурси, сільське господарство                  |                                                          | 1,1%                                                     | 1,1%                                                     |
| Виробництво                                              | Виробництво                                              |                                                          | 2,2%                                                     | 2,2%                                                     |

## Клімат
Середня річна температура становить 4,9°C, середня максимальна – 18,7°C, а середня мінімальна – -9,9°C. Середня річна кількість опадів – 1 507 мм.
| Клімат поселення                              | Клімат поселення | Клімат поселення | Клімат поселення | Клімат поселення | Клімат поселення | Клімат поселення | Клімат поселення | Клімат поселення | Клімат поселення | Клімат поселення | Клімат поселення | Клімат поселення | Клімат поселення |
| Показник                                      | Січ.             | Лют.             | Бер.             | Квіт.            | Трав.            | Черв.            | Лип.             | Серп.            | Вер.             | Жовт.            | Лист.            | Груд.            |                  |
| Середній максимум, °C                         | 0,21             | −0,18            | 2,54             | 6,64             | 11,22            | 15,67            | 18,72            | 18,74            | 15,08            | 10,44            | 6,09             | 1,22             |                  |
| Середня температура, °C                       | −4,62            | −5,01            | −2,3             | 1,80             | 6,37             | 10,83            | 15,57            | 15,59            | 11,94            | 7,28             | 2,96             | −1,92            |                  |
| Середній мінімум, °C                          | −9,48            | −9,85            | −7,14            | −3,04            | 1,53             | 5,98             | 12,42            | 12,45            | 8,79             | 4,14             | −0,2             | −5,08            |                  |
| Норма опадів, мм                              | 144              | 126              | 135              | 125              | 102              | 105              | 94               | 106              | 130              | 154              | 141              | 145              |                  |
| Середньомісячна швидкість вітру, м/с          | 7.88             | 7.32             | 6.94             | 6.32             | 5.58             | 5.10             | 4.96             | 4.95             | 5.53             | 6.30             | 6.86             | 7.62             |                  |
| Середньомісячна сонячна радіація, кДж/м²·день | 3915             | 6624             | 10294            | 13837            | 17007            | 19041            | 19150            | 16067            | 12016            | 7146             | 4102             | 3002             |                  |
| --------------------------------------------- | ---------------- | ---------------- | ---------------- | ---------------- | ---------------- | ---------------- | ---------------- | ---------------- | ---------------- | ---------------- | ---------------- | ---------------- | ---------------- |
| Джерело:                                      |                  |                  |                  |                  |                  |                  |                  |                  |                  |                  |                  |                  |                  |